# Валмиера (станция)
Ва́лмиера (латыш. Valmiera) — железнодорожная станция на линии Рига — Лугажи, ранее являвшейся частью Псково-Рижской железной дороги. Находится на территории города Валмиера между станциями Бренгули и Бале. 

## История
Станция до 1919 года носила название Вольмар. Прежний вокзал сгорел в 1941 году в ходе военных действий.

## Движение поездов
По станции проходят пассажирские дизель-поезда 655Р, 656Р, 661Р, 662Р, 663Р, 664Р, 667Р и 668Р.